# Villa rustica de la Dârjiu
Villa rustica este situată pe teritoriul localității Dârjiu din județul Harghita, în punctul numit Pârâul cu bani. 

## Legături exerne
- Roman castra from Romania (includes villae rusticae) - Google Maps / Earth Arhivat în 5 decembrie 2012, la Archive.is